# 2016 en Nouvelle-Zélande
Cet article présente les faits marquants de l'année 2016 en Nouvelle-Zélande.

## Évènements
| |  |  |
| Le choix soumis aux citoyens néo-zélandais en mars : conserver le drapeau national existant (g.), ou changer de drapeau (d.). |  |  |

- 4 février : À Auckland, l'Australie et la Nouvelle-Zélande signent l'Accord de partenariat transpacifique avec dix autres États en bordure de l'océan Pacifique, dont les États-Unis et le Japon. L'Accord doit encore être ratifié par chacun des États signataires[1].
- 3 mars : Mort de Martin Crowe (né le 22 septembre 1962), ancien capitaine des Black Caps, l'équipe de Nouvelle-Zélande de cricket ; à 53 ans, d'un cancer du système lymphatique[2].
- 3 au 24 mars : Référendum en Nouvelle-Zélande sur le drapeau national (par voie postale). Les Néo-Zélandais votent à 56,6 % pour conserver le drapeau existant, qui inclut l'Union Jack britannique.

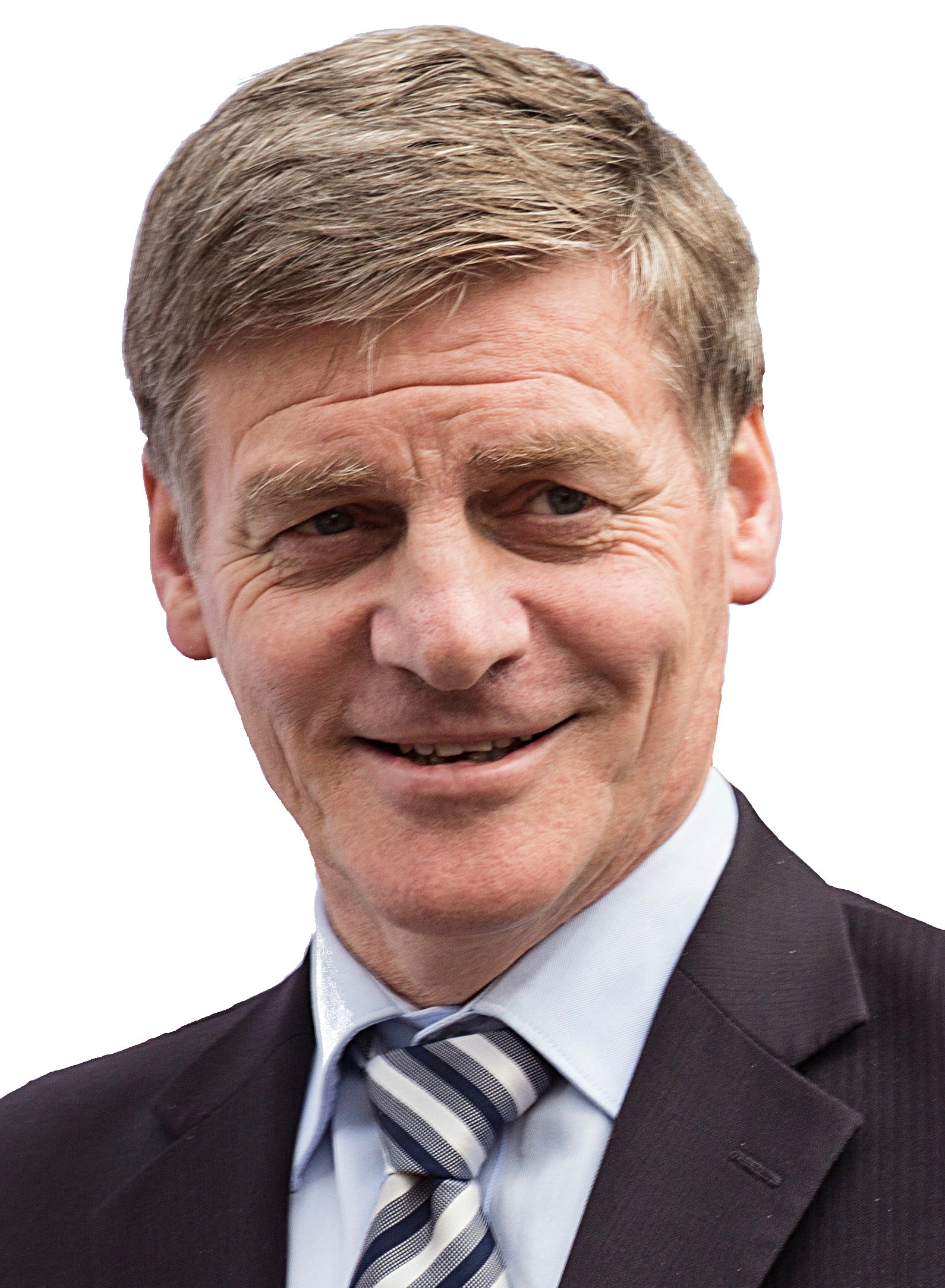
Bill English devient Premier ministre en décembre.

- 11 mars : Le parlement de Nouvelle-Zélande adopte à l'unanimité une interdiction des contrats zéro heure[3].
- 5 avril : Helen Clark, ancienne première ministre de Nouvelle-Zélande, se porte candidate au poste de secrétaire général des Nations unies. Elle propose notamment que l'Allemagne, le Brésil, l'Inde, le Japon, et potentiellement deux États africains à déterminer, puissent devenir membres permanents du Conseil de sécurité[4].
- 23 avril : Mort de Bill Sevesi (en) (né en 1923), musicien tongien et néo-zélandais[5].
- 11 juin : La Nouvelle-Zélande remporte la Coupe d'Océanie de football 2016. Elle bat la Papouasie-Nouvelle-Guinée (pays hôte) en finale, 0-0 puis 4-2 aux tirs au but. Elle se qualifie ainsi pour la Coupe des confédérations 2017 en Russie[6].
- 28 septembre : Dame Patsy Reddy succède à Sir Jerry Mateparae comme gouverneur général.
- 26 août : Les représentants de quinze États océaniens (tous les pays de la région sauf la Papouasie-Nouvelle-Guinée, qui s'est retirée du processus) signent à Christchurch l'accord de libre-échange régional PACER Plus[7].
- septembre : La Nouvelle-Zélande prend la présidence du Conseil de sécurité des Nations unies, pour une durée d'un mois. Elle fait de la guerre civile syrienne l'enjeu prioritaire pour le Conseil[8].
- 14 novembre : Un tremblement de terre de magnitude 7,8 frappe le village de Culverden et ses environs dans l'Île du Sud, faisant deux morts[9]. Il crée une faille sur près de 200 km de territoire, et pousse certaines parties de l'Île du Sud cinq mètres plus près de l'Île du Nord[10].
- 12 décembre : Le Premier ministre John Key démissionne après huit ans au pouvoir, pour se consacrer davantage à sa famille. Le vice-Premier ministre Bill English lui succède[11].